# Juliana Hertenkamp
De Juliana Hertenkamp of Hertenkamp Tiel is een dierenpark in Tiel. Naast diverse aaibare dieren is er een speeltuin. Regelmatig worden er activiteiten georganiseerd. Het park ligt in de Hertogenwijk.

## Geschiedenis
Halverwege de 16e eeuw bestond het gebied uit bouwland en maakte deel uit van een uitgestrekt grondgebied van de Tielse kloosters. Het heette toen Vrijthof. Na de reformatie werd het onteigend en kwam in het bezit van de gemeente. Deze verpachtte het als tuingrond en boomgaard; in het stadsarchief werd de naam verbasterd tot Fruithof. In 1861 werd een deel van de Fruithof verkocht aan de latere burgemeester Hasselman, die er een kapitale villa bouwde. In 1936 verkochten zijn erfgenamen een deel van de grond voor de bouw van woningen. In 1882 verkocht de gemeente een ander deel van het gebied aan het Rijk voor de bouw van de nieuwe rechtbank.
Op Koninginnedag 1963 schonk de Oranjevereniging de Juliana Hertenkamp aan de bevolking van Tiel. De oorspronkelijke locatie was aan de Voor de Kijkuit. In 1966 verhuisde de hertenkamp naar het resterende deel van de vroegere Vrijthof aan de Nieuwe Tielseweg dat nog in bezit van de gemeente was. Burgemeester Stolk verrichtte op 29 april de officiële opening.
In 1987 dreigde het park door bezuinigingen te verdwijnen. Een groep gemotiveerde Tielenaren richtte de Stichting Hertenkamp Tiel op slaagde erin het voor Tiel te behouden. In januari 1988 droeg de Gemeente Tiel het park over aan de stichting. Sinds 2004 is er een rolstoelvriendelijk paviljoen waar de dagelijkse werkzaamheden en verzorging van de dieren worden besproken. Naast de hertenkamp is de stichting ook eigenaar van twee weides bij verzorgingstehuis Vrijthof. De geiten en schapen die daar grazen, vallen ook onder haar verantwoordelijkheid.
In 2008 was er opnieuw ophef, toen een wethouder het park wilde sluiten. Na een massaal protest onder de Tielse bevolking vond de stichting een oplossing door te gaan samenwerken. De dagelijkse verzorging van de dieren en het park wordt sindsdien als dagbesteding aangeboden aan cliënten van de ’s HeerenLoo Zorggroep en brede school De Cambier. Samen met begeleiders en vrijwilligers houden zij het park draaiende.
In 2017 was er een dringend tekort aan vrijwilligers en geld. Na een mediaoffensief meldden zich vier nieuwe bestuursleden en negen vrijwilligers voor allerlei andere taken. De gemeente kende extra subsidie toe. In 2018 kreeg het park 2000 euro van de gemeente om extra voer te kopen in verband met de droge zomer. Ook werden de twee voetgangersbruggen vernieuwd.
Naast een jaarlijkse onderhoudsbijdrage van de gemeente krijgt de stichting inkomsten van sponsoren en donateurs en is er een adoptieplan voor de kosten voor de verzorging van een dier of dierenfamilie. Een wandelpad is vernoemd naar het Burgerweeshuis, dat de hertenkamp jaarlijks steunt met € 2.500 subsidie voor noodzakelijke investeringen.
Het park herbergt diverse soorten schapen, geiten, varkens, damherten, alpaca's, pony's, een ezel, konijnen, cavia's, pauwen en andere vogels. Ook is er een grote volière met drie compartimenten. Het trekt jaarlijks 12.000 bezoekers.